# Kurckan

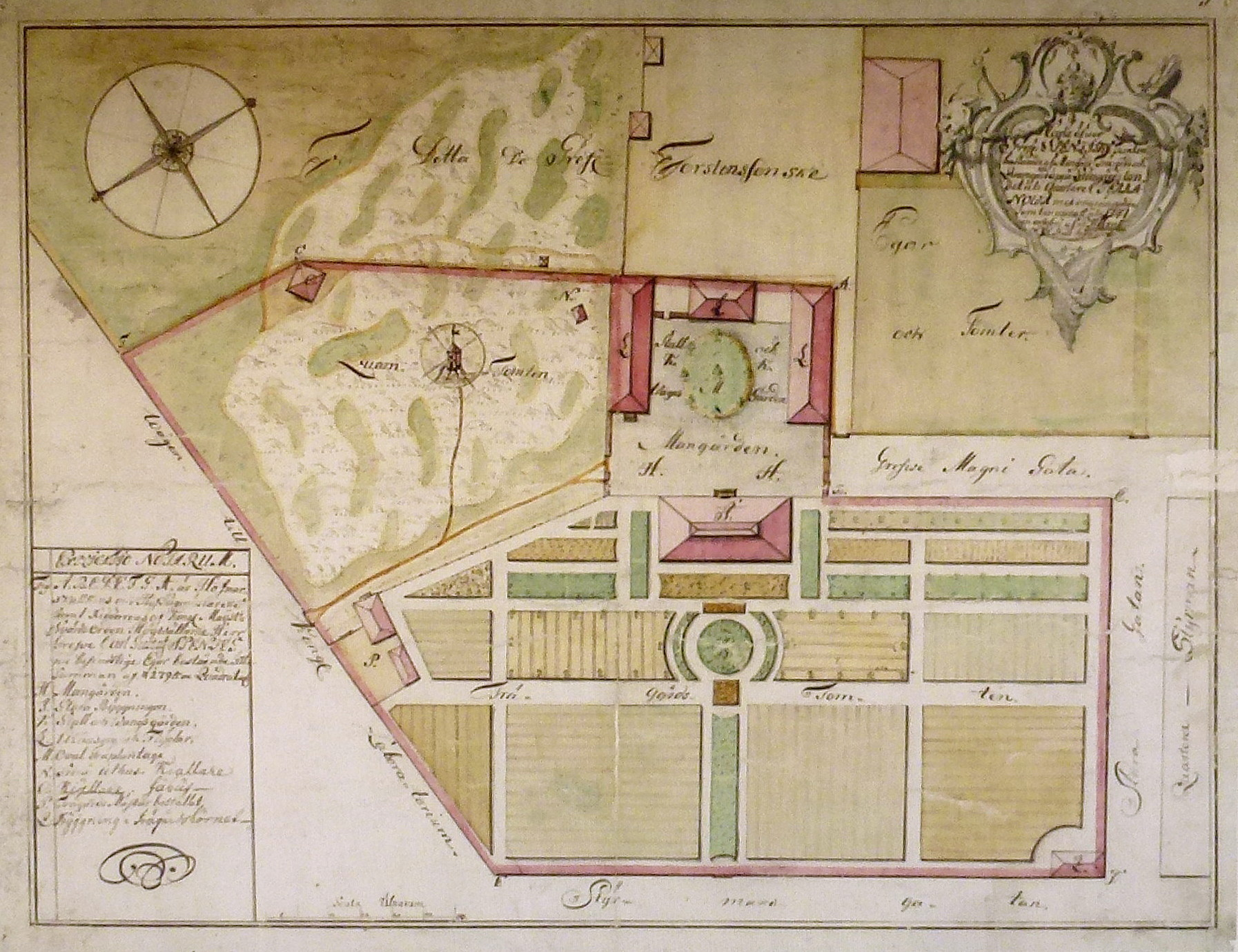
Malmgården och kvarnen på Tillaeus' karta från 1747. Norr är ner till vänster.

Kurckan (även stavat Kurkan) var en väderkvarn på nuvarande Östermalm i Stockholm. Kvarnen var anlagd på 1640-talet genom Brita Kurck och blev sedan uppkallad efter henne. Den lär ha funnits kvar in på 1840-talet.

## Historik
Inte långt från kvarnen Schultan, i  kvarteret Krubbans västra del och ungefär vid korsningen Linnégatan och Grev Magnigatan låg den Oxenstiernska malmgården. Tomten fick  riksrådet Gabriel Oxenstierna 1646 som gottgörelse för en annan tomt som han förlorat genom gaturegleringar inne i staden (se även  Stadsplanering i Stockholm). Efter Gabriel Gabrielsson Oxenstiernas död 1647 lät hans änka (född Brita Kurck) uppföra en stolpkvarn på tomten, på ”en nedhängande bergklint”, som man ansåg särskild lämplig för ett kvarnbygge. Kvarnen kom sedermera att uppkallas efter henne.
På Petrus Tillaeus Stockholmskarta från 1733 är kvarnen markerad som ”Kurckan” (litt. z) och på en karta av samma kartograf från 1747 syns ”Qvarn Tomten” med kvarnen inritad norr om  mangården. Vid 1700-talets mitt kom kvarnen genom arv i hovjägmästaren Karl Gustav Spens’ ägo. Kurckan lär ha funnits kvar ända in på 1840-talet.